# Cesare Ripa
Cesare Ripa, také Caesar Ripa, pseudonym Giovanni Campani (asi 1555, Perugia – 22. ledna 1622, Řím) byl italský teoretik a historik umění, zabývající se ikonografií a emblematikou výtvarného umění, původním zaměstnáním kuchař a komorník.

## Život
Jeho původ "z dobré rodiny" byl uveden při udělení řádu, blíže o něm není nic známo. Jako dítě Ripa navštěvoval soudní jednání, mohl tedy pocházet z rodiny soudního úředníka. Svou kariéru zahájil ve Florencii jako kuchař trinciante, který porcoval maso na stole kardinála Antonia Marii Salviatiho (1537–1602), což byla od středověku čestná funkce šlechticů, kromě toho byl kardinálovám komorníkem. Kardinál po matce Lukrécii pocházel z rodu Medicejských, papež Lev X. byl jeho strýc. Prošel službou na papežském dvoře i jako vyslanec ve Francii.
Ripa od služebných prací rychle postupoval k intelektuálním činnostem, dostal se do společnosti humanistů a mohl využívat nejlepší umělecké sbírky, knihovny i kontakty. Před nebo po o kardinálově smrti přesídlil do Sieny. Byl jmenován členem Akademie v Sieně, věnoval se studiu děl klasické řecké a římské literatury a starověkých medailí. 30. března roku 1598 mu papež Klement VIII. udělil prestižní titul Rytíř svatých Mořice a Lazara.
Zemřel 22. ledna 1622 v Římě a byl pohřben v kostele Santa Maria del Popolo.

## Dílo
V roce 1593 Ripa napsal knihu "Iconologia overo Descrittione Dell'imagini Universali cavate dall'Antichità et da altri luoghi". Je to encyklopedie emblémů, atributů, personifikací a alegorických postav z mytologie, historie a filozofie. Obsahuje výkladová hesla s popisem a původně 230 celostrannými vyobrazeními, většinou v dřevorytech. Kniha byla určena jako inspirace pro malíře a sochaře. Poprvé vyšla v Římě s věnováním kardinálu Salviatimu.
Obsahuje například témata: Lidské ctnosti a neřesti, Sedm smrtelných hříchů, Lidské vlastnosti, temperamenty a povahy, Lidská zaměstnání a činnosti, Stupně lidského věku, Devět múz, Denní a noční období, Čtyři živly přírody, Čtyři roční období, Dvanáct měsíců roku, Planety, Šestnáct světových řek, Personifikace italských krajů,
Kniha se setkala s velkým úspěchem; v roce 1613 byla znovu vydána ve verzi rozšířené o 200 obrázků pod názvem Nuova Iconologia v Sieně, v roce 1645 vyšla v Amsterdamu a dále ještě několikrát. Je nejvýznamnější příručkou pro umělce doby manýrismu a baroka. V roce 1992 vyšlo v Miláně komentované italské vydání, z něhož byla přeložena verze polská. Český překlad chybí.

## Ohlas
Z Ripovy Iconologie vycházel například Matyáš Bernard Braun při tvorbě soch Ctností a Neřestí v Kuksu.

## Galerie

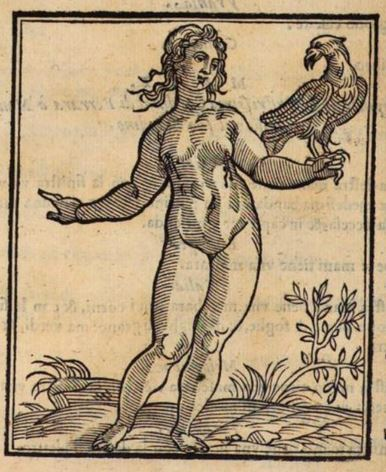
Příroda
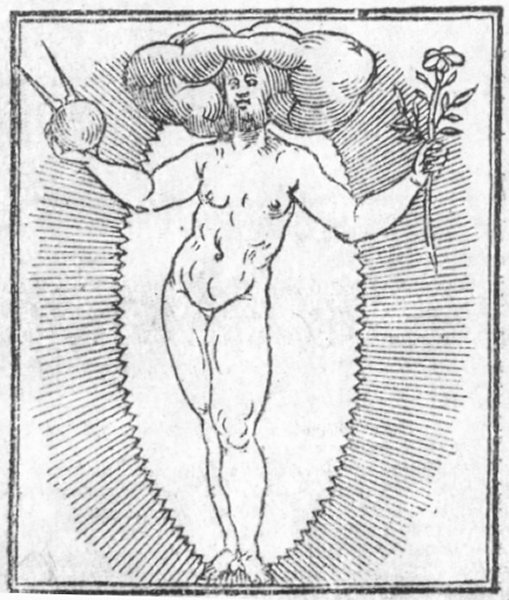
Krása
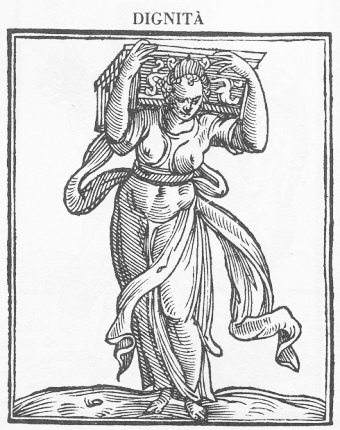
Důstojnost
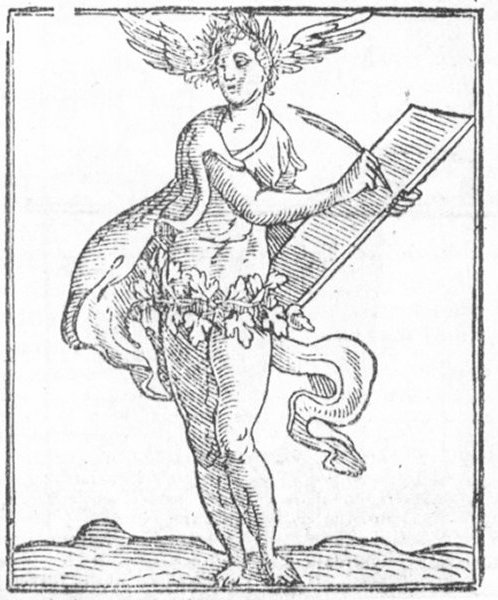
Zuřivost poezie
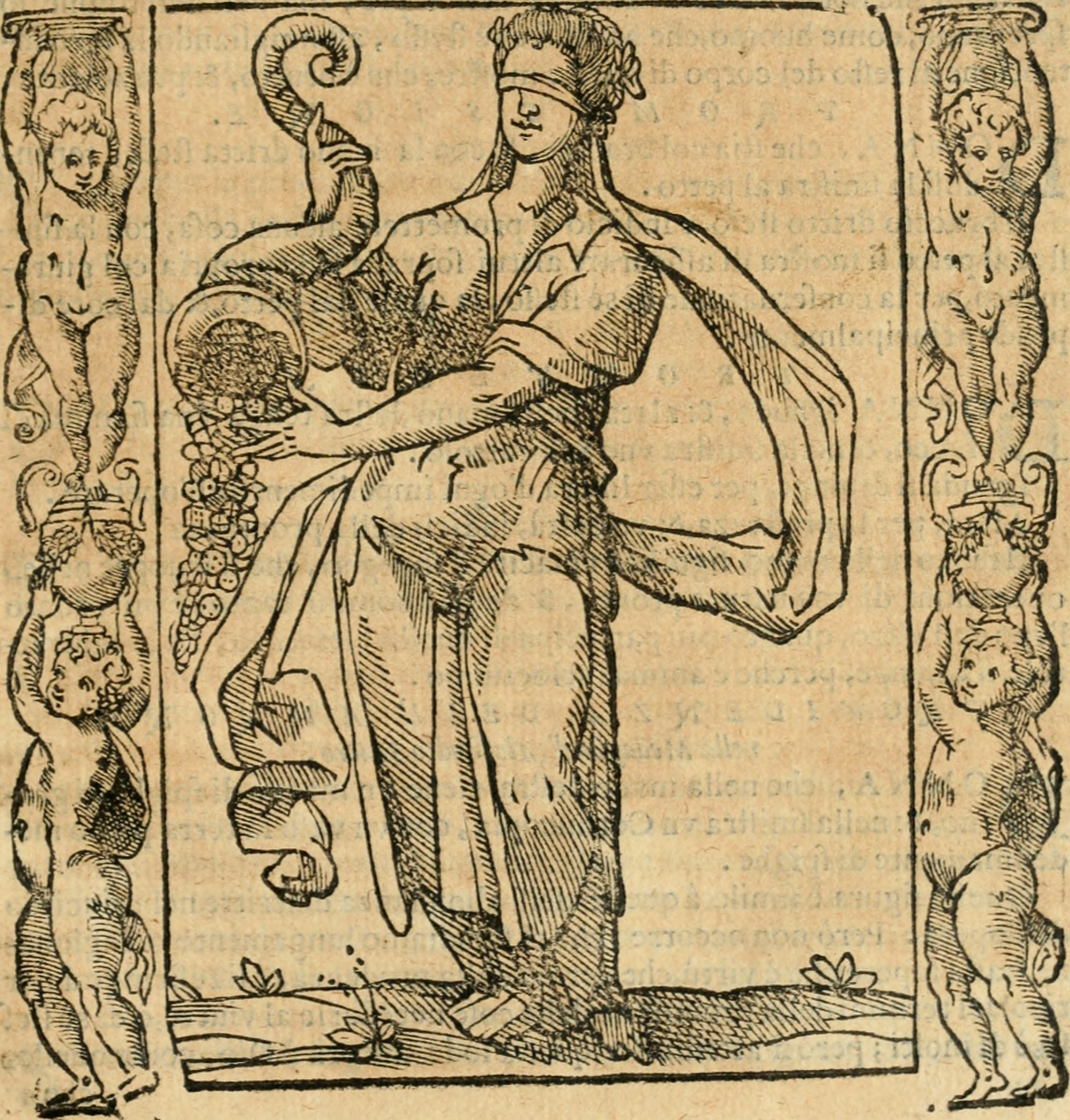
Štěstěna (1603)
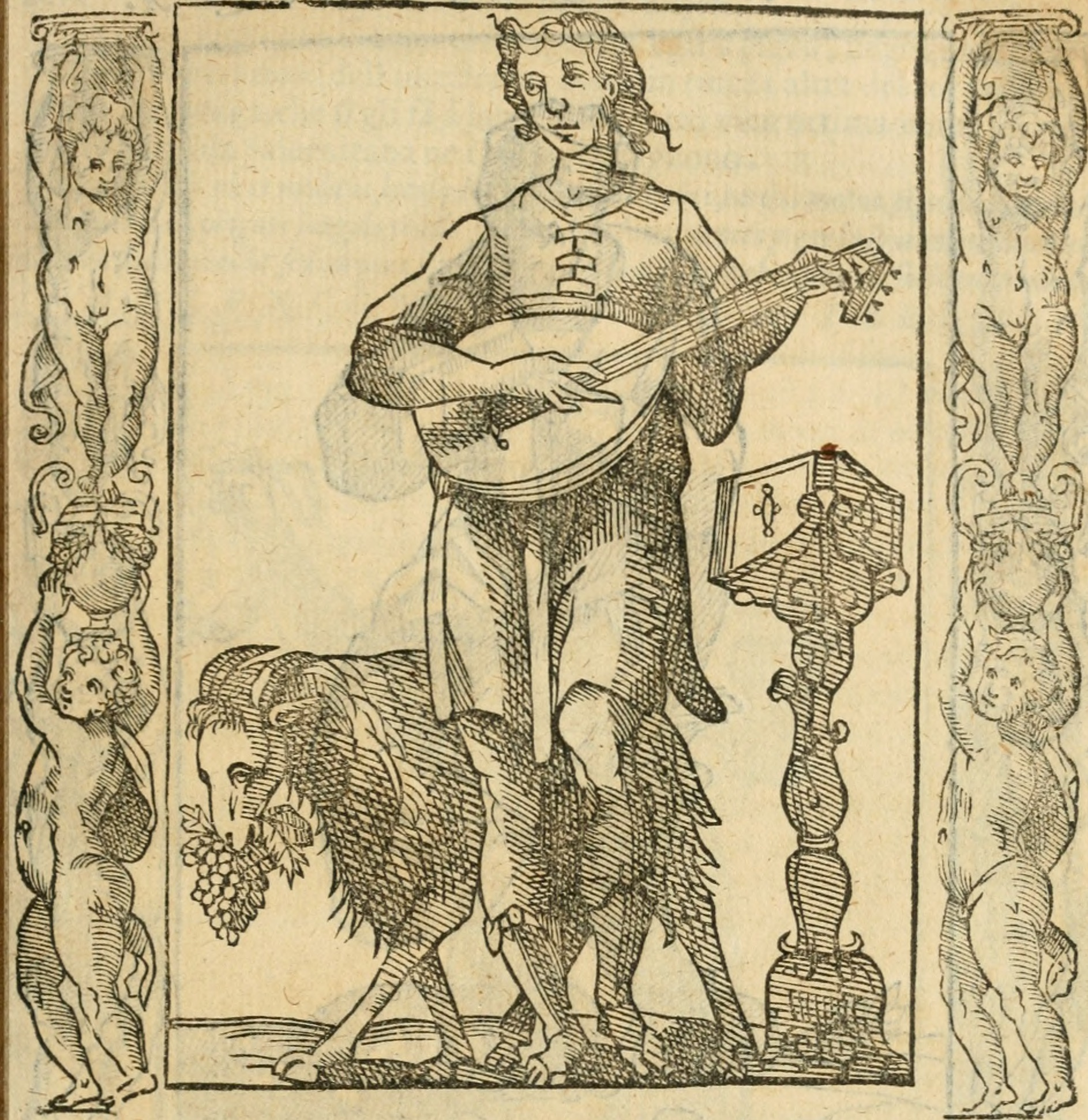
Temperament sangvinik
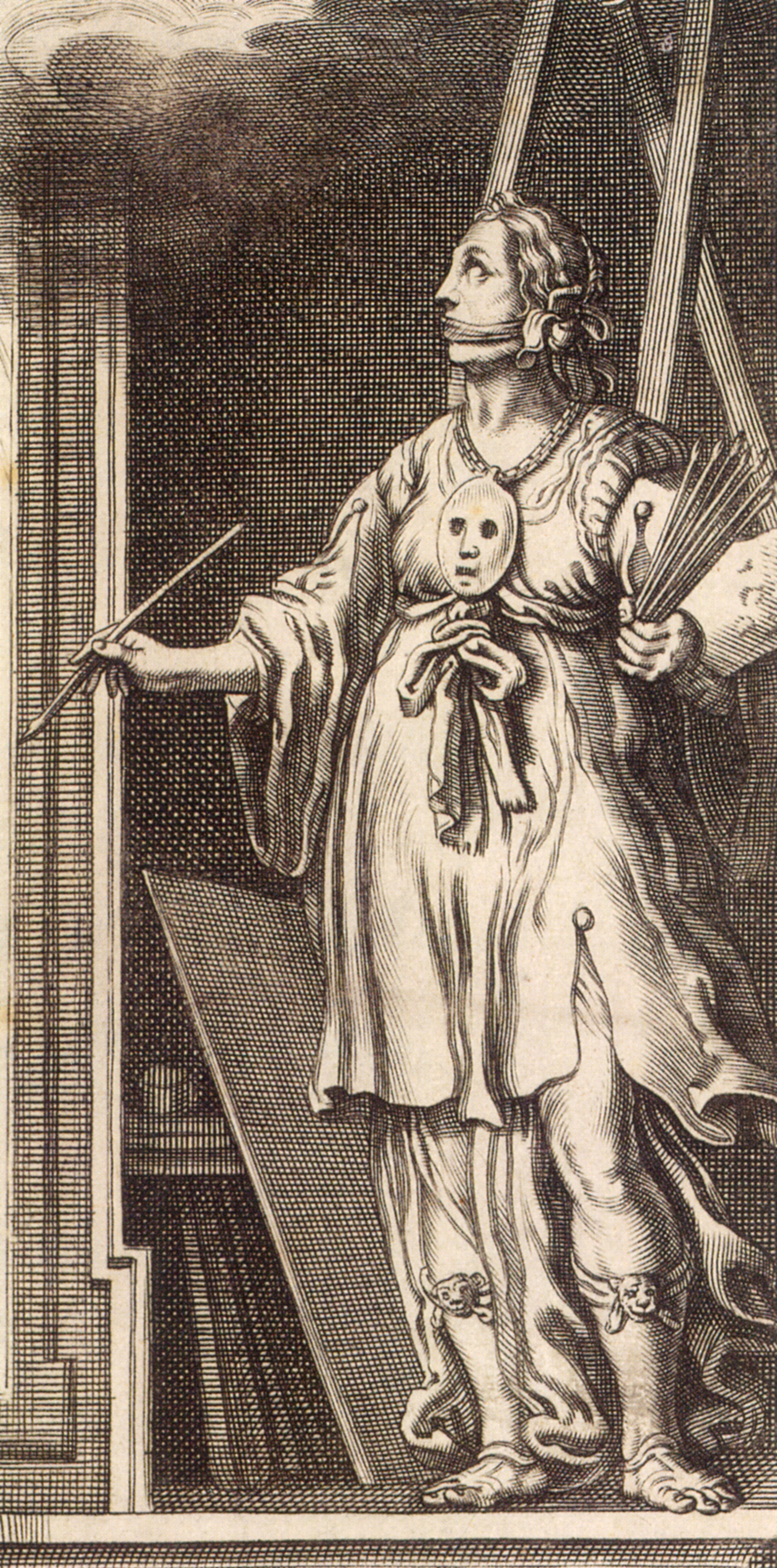
Malířství (1645)
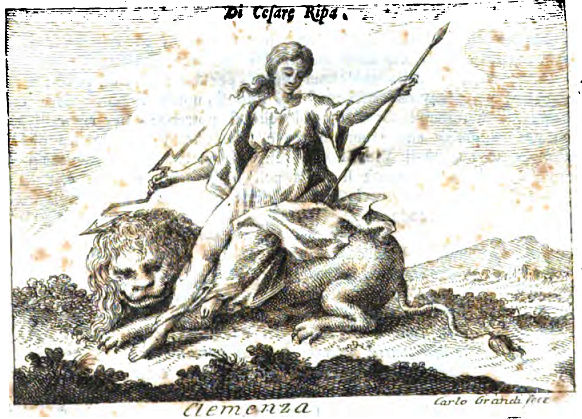
Shovívavost